# Materials 2D

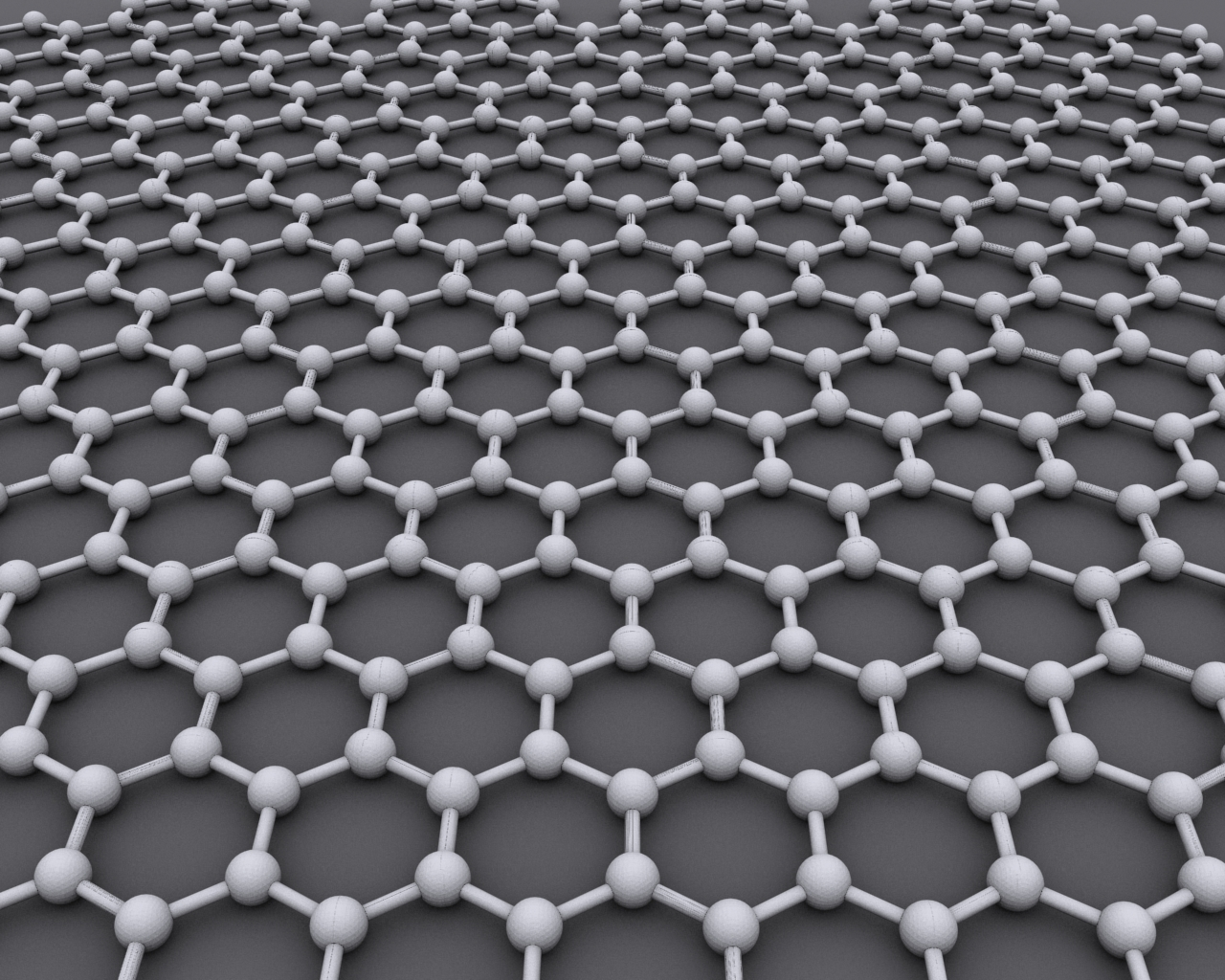
El grafè és una xarxa de bresca d'àtoms de carboni a escala atòmica.

En la ciència dels materials, el terme materials d'una sola capa o materials 2D es refereix a sòlids cristal·lins que consisteixen en una sola capa d'àtoms. Aquests materials són prometedors per a algunes aplicacions, però segueixen sent el focus de la investigació. Els materials d'una sola capa derivats d'elements únics solen portar el sufix -ene en els seus noms, per exemple, grafè. Els materials d'una sola capa que són compostos de dos o més elements tenen sufixos -ane o -ide. Els materials 2D es poden classificar generalment com al·lòtrops 2D de diversos elements o com a compostos (constituïts per dos o més elements d'enllaç covalent).

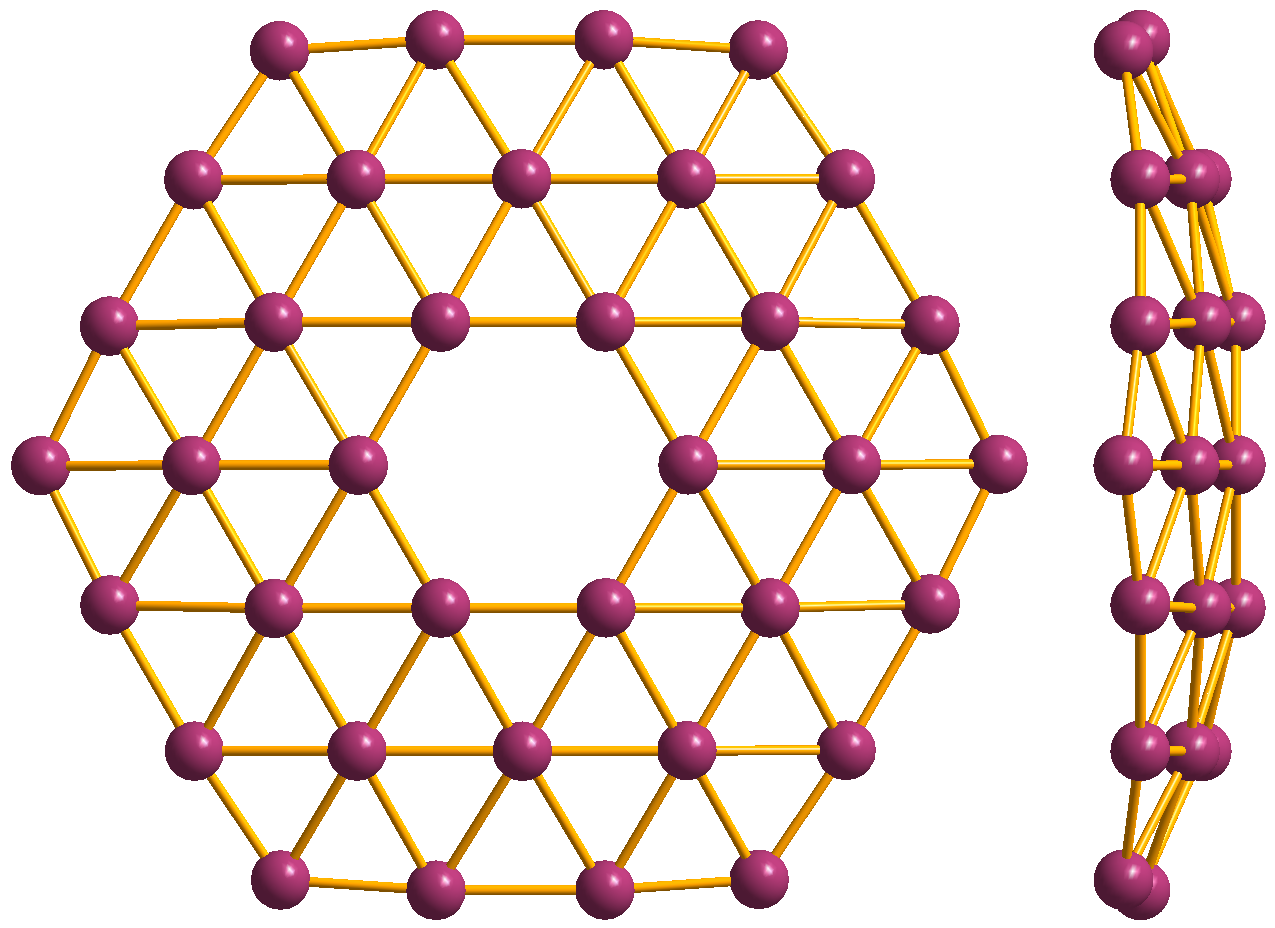
Cúmul de, podria ser vist com el borofè més petit; vista frontal i lateral

Es preveu que hi hagi centenars de materials d'una sola capa estables. L'estructura atòmica i les propietats bàsiques calculades d'aquests i molts altres materials d'una sola capa potencialment sintetitzables es poden trobar a les bases de dades computacionals. Els materials 2D es poden produir utilitzant principalment dos enfocaments: l'exfoliació de dalt a baix i la síntesi de baix a dalt. Els mètodes d'exfoliació inclouen l'exfoliació per sonicació, mecànica, hidrotermal, electroquímica, assistida per làser i amb microones.
Exemples: C: grafè i grafí, B: borofè, Ge: germanene, Si: silici, Sn: estanene, Pb: plomb, P: fosforè, Sb: antimoneno, Bi: bismutè.
La principal expectativa que tenen els investigadors és que, donades les seves propietats excepcionals, els materials 2D substituiran els semiconductors convencionals per oferir una nova generació d'electrònica.